# مزرعه سید چراغ
مزرعه سید چراغ یک منطقهٔ مسکونی در ایران است که در دهستان سید ولی‌الدین واقع شده‌است.